# Celso Ceretti
Celso Ceretti (Mirandola, 23 gennaio 1844 – Ferrara, 12 gennaio 1909) è stato un patriota e anarchico italiano.
Partecipò alla Seconda guerra di indipendenza, alla Spedizione dei Mille e ad altre imprese garibaldine. Fu tra i principali organizzatori della Prima internazionale in Italia. Partecipò alla lotta per l'indipendenza della Serbia dall'Impero ottomano.

## Biografia
Partecipò giovanissimo alla Seconda guerra di indipendenza italiana, alla Spedizione dei Mille e successivamente a tutte le imprese di Garibaldi: la Giornata dell'Aspromonte (1862), la Terza guerra di indipendenza (1866), la Battaglia di Mentana (1867). Al seguito di Garibaldi partecipò anche alla spedizione in Francia nel 1870-71 in difesa della Repubblica contro i prussiani e si segnalò per valore nella Battaglia di Digione. Proprio in Francia venne a contatto con elementi socialisti ed iniziò quindi una evoluzione politica verso il Socialismo.
Rientrato in Italia entrò in contatto con la Prima internazionale attraverso la sezione di Ginevra e conobbe Michail Bakunin di cui divenne un convinto sostenitore e con cui intrattenne un fitto carteggio, di rilevante interesse storico. Nell'ambito del conflitto tra Marx e Bakunin in seno all'Internazionale sostenne il secondo e si fece promotore della Conferenza di Rimini (4-6 agosto 1872) in cui venne fondata la Federazione italiana dell'Associazione internazionale dei lavoratori e decisa la rottura con Marx.
Mentre stava preparando il secondo congresso della Federazione italiana, che avrebbe dovuto tenersi a Mirandola, Ceretti fu arrestato con diversi compagni per cospirazione contro la sicurezza interna dello Stato mentre il congresso veniva vietato dalle autorità (si celebrò comunque in forma clandestina a Bologna). Contro gli arresti si pronunziò vigorosamente Garibaldi e Ceretti e compagni vennero successivamente prosciolti in istruttoria.
Dopo questi eventi Ceretti, che già era stato dubbioso sull'opportunità di una rottura con Marx, si allontanò progressivamente dall'Anarchismo per riprendere un ruolo di mediazione tra le diverse forze repubblicane e socialiste nella prospettiva di un comune moto antimonarchico. Nel 1873 accorse in Spagna con un numeroso gruppo di volontari per difendere la Prima Repubblica Spagnola, intervento però tardivo di fronte alla crisi che avrebbe portato dopo breve tempo alla restaurazione monarchica. Successivamente fu in Bosnia e in Serbia per partecipare alla rivolta contro i Turchi. In Serbia in particolare svolse un ruolo di rilievo come consigliere del comandante Mico Ljubibratić.
Rientrato nel 1876 in Italia si appartò progressivamente dalla vita politica e aderì alla Massoneria pur mantenendo sempre idealità a metà strada tra quelle repubblicano-democratiche e quelle socialiste libertarie. Nel 1888 fondò a Mirandola un giornale intitolato Il Sole dell'avvenire con un programma pacifista e umanitario ispirato alle idee di Amilcare Cipriani. A causa di questa iniziativa editoriale venne fatto segno ad un attentato, insieme a Camillo Prampolini, da parte di alcuni anarchici estremisti ostili a Cipriani. Ceretti, rimasto ferito, ricevette segni di stima e solidarietà da parte di democratici, repubblicani, socialisti ed anarchici e si rifiutò di costituirsi parte civile contro gli aggressori.